# Elijärvis gruvbana
| Straight track |

| Small non-passenger station on track |

| Unknown BSicon "xABZgr" |

| Unknown BSicon "exKDSTe" |

| Straight track |

| Small non-passenger station on track |

| Unknown BSicon "xABZgr" |

| Unknown BSicon "exKDSTe" |

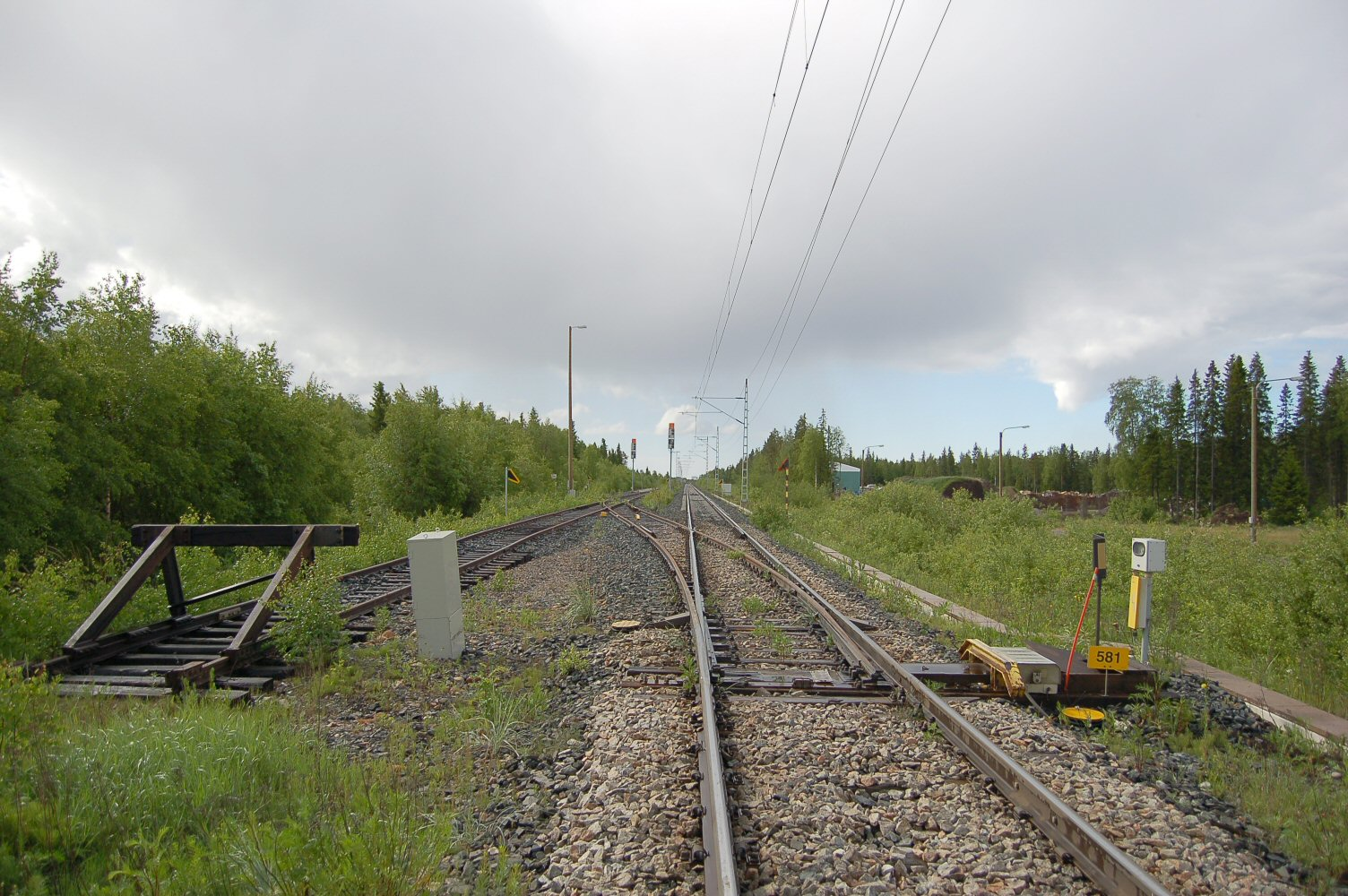
Lautiosaari

Elijärvi gruvbana eller helt enkelt Elijärvibanan är en del av det finländska järnvägsnätet som sträcker sig från Lautiosaari till Elijärvigruvan i Keminmaa. Banans längd är ca 7,5 km.